# 千歳村 (山形県)
千歳村（ちとせむら）は、かつて山形県東村山郡にあった村。

## 沿革
- 1889年（明治22年）4月1日 - 町村制施行に伴い東村山郡落合村・長町村の区域をもって千歳村が発足。
- 1943年（昭和18年）4月1日 - 山形市に編入。同日千歳村廃止。